# Microregione di Caririaçu
Caririaçu è una microregione dello Stato del Ceará in Brasile, appartenente alla mesoregione di Sul Cearense.

## Comuni
Comprende 4 municipi:
- Altaneira
- Caririaçu
- Farias Brito
- Granjeiro